# Ameixial (Loulé)
Ameixial es una freguesia portuguesa del concelho de Loulé, con 121,35 km² de superficie y 604 habitantes (2001). Su densidad de población es de 5,0 hab/km².